# 門捷列夫冰川
71°55′S 14°33′E / 71.917°S 14.550°E
門捷列夫冰川（英語：Mendeleyev Glacier）是南極洲的冰川，位於毛德皇后地的阿斯特里德公主海岸，全長19公里，流經帕耶山脈，根據蘇聯探險隊拍攝的空中照片和測量繪入地圖，現時由南極條約體系管理。